# Solariella dedonderorum
Solariella dedonderorum là một loài ốc biển, là động vật thân mềm chân bụng sống ở biển thuộc họ Solariellidae, họ ốc đụn.